# Trypanosoma carasobarbi
Trypanosoma carasobarbi – kinetoplastyd z rodziny świdrowców należący do królestwa Protista.
Pasożytuje w osoczu krwi Barbus luteus ryby z rodzaju Barbus z rodziny karpiowatych. Jest to pasożyt  kształtu wydłużonego. Długość ciała waha się w zakresie 22 – 29,9 μm. Wola wić u zbadanych egzemplarzy posiadała długość od 10,5 do 16,4 μm.
W cytoplazmie występuje kilka wakuoli. Jądro jest wydłużone owalnego kształtu na końcach o długości 2,1 – 2,8 μm. Odległość między jądrem a kinetoplastem wynosi 7,8 – 11,5 μm. 
Występuje w rzece Shatt Al-Arab w Iraku.